# Liste der Einträge im National Register of Historic Places im Kerr County
Die Liste der Registered Historic Places im Kerr County führt alle Bauwerke und historischen Stätten im texanischen Kerr County auf, die in das National Register of Historic Places aufgenommen wurden.

## Aktuelle Einträge
| Lfd. Nr. | Name im NRHP                    | Bild | Datum der Eintragung | Adresse/Lage            | Ort          | NRHP-ID  | Beschreibung |
| -------- | ------------------------------- | ---- | -------------------- | ----------------------- | ------------ | -------- | ------------ |
| 1        | Capt. Charles Schreiner Mansion |      | 14. Apr. 1975        | 216 Earl Garrett St.    | Kerrville    | 75001997 |              |
| 2        | Masonic Building                |      | 12. Jan. 1984        | 211 Earl Garrett St.    | Kerrville    | 84001903 |              |
| 3        | Old Camp Verde                  |      | 25. Mai 1973         | Address Restricted      | Camp Verde   | 73001968 |              |
| 4        | Tulahteka                       |      | 11. Aug. 1982        | S of Kerrville on TX 16 | Kerrville    | 82004510 |              |
| 5        | Woolls Building                 |      | 26. Apr. 2002        | 318 San Antonio         | Center Point | 02000403 |              |